# Die Liebe unter Aliens
Die Liebe unter Aliens ist ein 2016 erschienener Band mit zehn deutschsprachigen Erzählungen der ungarischen Schriftstellerin Terézia Mora. Das Werk wurde mit dem Bremer Literaturpreis ausgezeichnet.

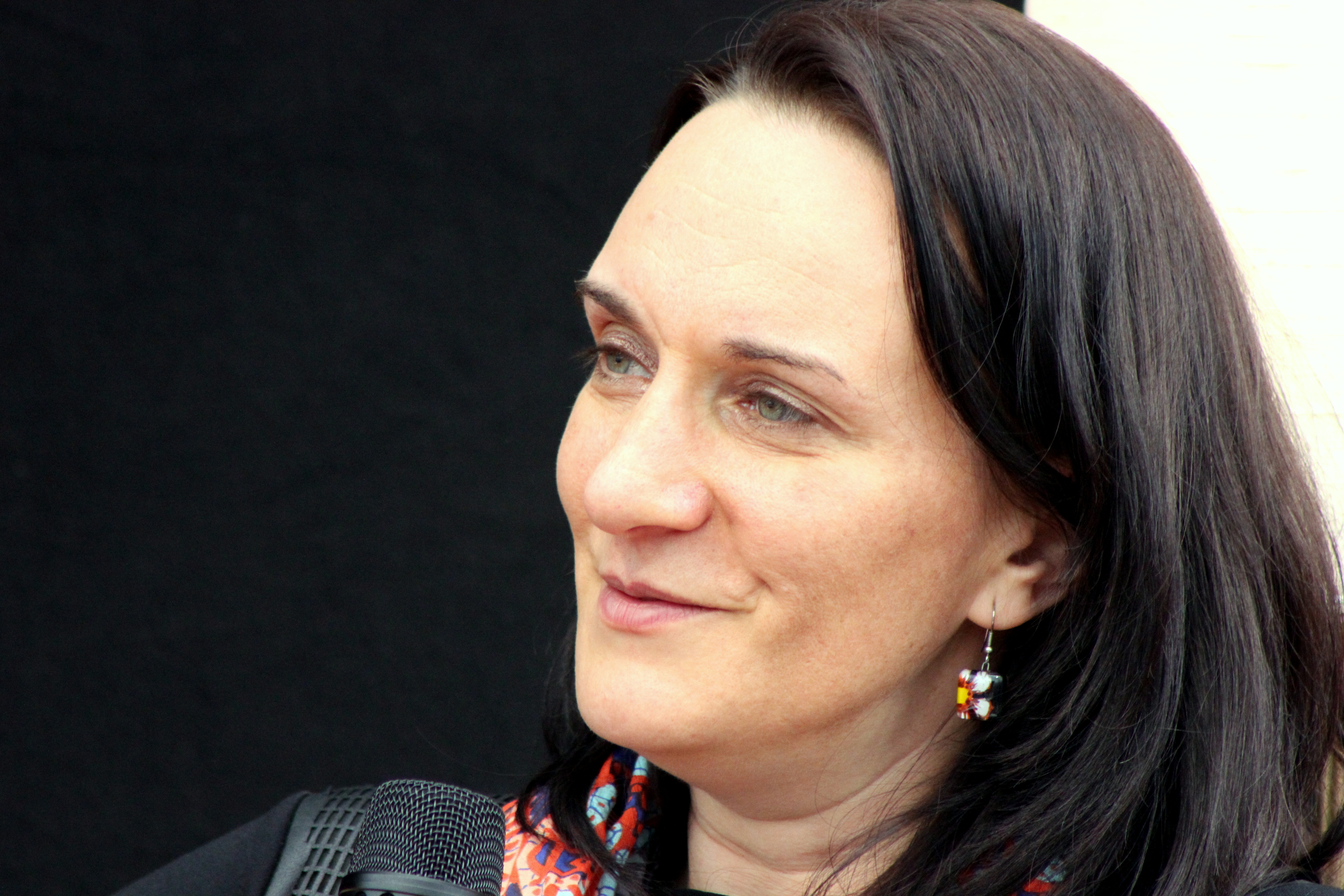
Terézia Mora, Autorin von Die Liebe unter Aliens auf der Leipziger Buchmesse 2015

## Inhalt

### Fisch schwimmt, Vogel fliegt
Ein frühverrenteter Bahnschaffner hat im Marathonlauf und dem Training dafür seinen Lebensinhalt gefunden. Als ein junger Mann ihm seinen Beutel mit Schlüsseln, Ausweis und Geld entreißt, verfolgt der Marathonmann ihn durch die Stadt, verliert ihn aus den Augen und glaubt ihn später wiederzuerkennen. Er stellt ihn zur Rede und muss erkennen, dass er ihn vermutlich mit dessen Bruder verwechselt hat. Dennoch gibt ihm der junge Mann einen Teil des Geldes zurück. Als der Marathonmann seinem Freund Claus sein Erlebnis erzählt, erleidet er einen Schwächeanfall und muss sich auf den Boden knien, „mit einer scharfen, engen Hitze in seiner Brust“ und einem Röcheln.

### Die Liebe unter Aliens
In der titelgebenden Erzählung des Bandes steht ein jugendliches Liebespaar im Zentrum. Sandy ist achtzehn und „hat gar nichts“, Tim ist zwanzig und macht eine Ausbildung als Koch.  Kennengelernt haben sie sich in einer Entzugseinrichtung. Tim hat den Tod seiner Mutter noch nicht verarbeitet und Sandy leidet unter der Lieblosigkeit ihrer Eltern. Der Junge arbeitet für den Wirt Dolf und seine Frau Ewa. Vor zwanzig Jahren reagierte Dolf auf Ewas Wunsch nach Pflegekindern mit Ablehnung, Ewa hasst ihn. Tim ist für Ewa wie ein Sohn.
Einmal führt ein Arbeitsauftrag Tim und Ewa nahe ans Meer, Sandy sitzt mit im Auto und macht sich auf den Weg in Richtung auf das Meer, von dem sie träumt. Tim kommt später nach, sie treffen sich und trampen, sie schlafen draußen. Dann ist Sandy plötzlich verschwunden. Ewa ist zu einem See gefahren. Als Tim ihr am Telefon schluchzend erzählt, dass Sandy weg sei, macht sie sich auf den Weg zu ihm. Als die Suche von Tim und Ewa nach Sandy erfolglos bleibt, geht Tim nicht mehr aus der Wohnung.

### Perpetuum mobile
Protagonist dieser Erzählung ist der einsame Sanitäter Tom, der darunter leidet, dass er seinen achtjährigen Sohn nur jedes zweite Wochenende zu Gesicht bekommt. Er hasst dessen Mutter „immer noch wie am ersten Tag“ und wünscht sich, er könnte das ändern. Sein bester Freund aus Kindertagen, „der andere Tom“, ist plötzlich gestorben. Die Nachricht erreicht ihn erst nach der Beerdigung, er vereinbart ein Treffen mit Katharina, einer Schwester des Verstorbenen. Im Vorfeld kommen Erinnerungen hoch: Es war seinerzeit zu einem Skandal gekommen, weil die beiden Jungen Blumen aus Gebinden auf Gräbern genommen hatten, um sie auf das Grab der toten Brüder des anderen Tom zu legen. Die beiden Jungen hatten sich entfremdet, Tom war kurz darauf mit seiner Familie weggezogen. Katharina erzählt kaum etwas über ihren Bruder, Tom geht zum Grab seines Kindheitsfreundes und recherchiert im Internet nach dessen Familie. Aber der Gedanke an das nächste Treffen mit seinem Sohn ergreift bald wieder Besitz von seinem Denken.

### Ella Lamb in Mulligar
Die Protagonistin Ella macht eine Ausbildung zur Fotografin. Sie hat mit siebzehn ihren Sohn Benji bekommen, der bei ihren Eltern wohnt; nur am Wochenende besucht sie ihn oder holt ihn zu sich. Sie geht sehr gerne mit Freundinnen aus und erscheint übermüdet zur Arbeit, was schon zu Auseinandersetzungen mit ihrem Chef geführt hat. Ihr großer, bisher unerfüllter Wunsch ist es, ihren Sohn immer bei sich haben zu können: „… ihn zu lieben ist kaum mehr schmerzhaft, statt dessen viel häufiger eine eigene Zelle aus Glück.“

### Verliefen sich im Wald
Ein dreißigjähriger Rezeptionist wohnt mit seinem frühverrenteten Vater in einem Haus, seine drei Jahre ältere Halbschwester bei ihrer Mutter in der Stadt. Seine ehemalige Freundin hat ihn vor drei Jahren verlassen, weil „er nachts arbeitete und tagsüber schlief, und wenn er wach war, kaum ein Wort sagte“ und meist damit beschäftigt war, „seinen unselbständigen Eltern zu Diensten zu sein“. Der junge Mann kann seine Halbschwester nur einmal im Jahr heimlich treffen, weil er es nicht wagt, gegen den Willen der Eltern zu handeln. Diese jährlichen Begegnungen haben für ihn eine sehr große Bedeutung. Diesmal kommt es zu einem Autounfall, und er erkennt: „Sie war nur einfach fremd. […] Mir fehlt jemand, der mir ähnlich ist.“

### Die portugiesische Pension
Die Erzählung beginnt am Morgen eines Tages im Leben von Mario und endet in der folgenden Nacht. Der Portugiese, Mitte dreißig, ist seinen Eltern zuliebe Rechtsanwalt geworden, will aber keiner sein und tut in seiner Kanzlei im elterlichen Haus nur so, als würde er arbeiten. Nach dem Tod der Eltern verwandelt er das ererbte Haus in eine skurrile Pension: „Gäste zu empfangen und Bettwäsche zu wechseln ist tatsächlich das, was ich am liebsten tue.“ Steuerschulden treiben ihn zu dem Versuch, geerbte Möbel zu verkaufen, doch dies führt zu neuen Komplikationen. Am Abend geht er mit zwei Pensionsgästen in ein Tangolokal. Seine Freundin, eine Fremdenführerin, beendet in einem Telefongespräch die Beziehung mit ihm; ihre Lebensweisen seien unvereinbar. Am Ende der Erzählung bietet er einer Bekannten telefonisch die Wohnung in seinem Haus an, die bisher seine Freundin gemietet hatte.

### Selbstbildnis mit Geschirrtuch
Felka und Felix, ein Malerpaar, sind illegal in Deutschland. Sie leben von dem Geld, das Felka als Putzfrau verdient, fünf Euro pro Stunde. Felix malt ausschließlich Selbstporträts. Nur mit zwei Menschen haben sie Kontakt. Felkas größter Schatz ist ein geschenktes Fahrrad. Felka, deren Perspektive die Erzählung überwiegend folgt, hat ihr Lebensziel geändert: „Mir liegt nicht mehr so viel daran, Künstlerin zu sein, aber außer malen und putzen kann ich nichts.“ Felix ist ihr Fixpunkt: „Wie soll ich leben ohne dich?“  Als Felka Schmerzen bekommt, können sie sich weder Medikamente leisten noch zum Arzt gehen. Trotz ihrer misslichen Lage erleben die beiden sehr intensive Augenblicke miteinander, etwa wenn Felix das titelgebende Selbstporträt Felka zum Geschenk macht, statt es wie geplant seinen Wohltätern zu überlassen.

### À la recherche
Eine Ungarin reiht Auslandsstipendium an Auslandsstipendium. Zu Beginn der Erzählung trifft sie für ein Forschungssemester in London ein. Nach acht gemeinsamen Jahren hatte sie in ihrer Heimat ihrem Geliebten offenbart, er sei ihr Leben. Er verließ sie. Ihre Freunde waren sich einig, dass man so etwas zu keinem Menschen sagen könne, allein sie sei schuld am Ende der Beziehung; ihr entscheidender Fehler sei gewesen, „ihn geliebt zu haben und das nicht verborgen zu haben“. Sie empfindet sich als „nach 8 Jahren aussortiert“. Seitdem reist sie von einem Auslandsstipendium zum nächsten, nur zu Weihnachten fährt sie in ihre Heimat. Statt in London zu forschen, beginnt sie, zu Fuß durch die Stadt zu gehen, bald ist sie jeden Tag acht Stunden unterwegs. Ihre Beziehungen zu alten und neuen Bekannten in London und später auch in ihrer Heimat werden nur punktuell geschildert; die Sehnsucht der Protagonistin nach Gemeinsamkeit wird spürbar („Wie wäre es, wenn wir hier zusammen wohnten […]“, wird aber nicht erfüllt: „… trotzdem ist klar, dass ich störe“).

### Die Gepard-Frage
Der ehemalige Großkatzenpfleger Erasmus Haas muss bei der Eignungsprüfung zum Verwaltungsangestelltenanwärter eine Aufgabenstellung bearbeiten, bei der es um die Haltung eines Gepardenweibchens durch eine Privatperson geht. Er gibt vorzeitig ab und ergibt sich zu Hause dem exzessiven Alkoholkonsum. Eltern, Kindheit und das Ende einer Liebe tauchen in seinem Delirium auf. Einen Blutsturz überlebt er, um später drei Wochen lang Hunde auf einem Gnadenhof zu versorgen und danach zu erfahren, dass er die Prüfung nicht bestanden hat.

### Das Geschenk oder: Die Göttin der Barmherzigkeit zieht um
Masahiko Sato, ein in Berlin lehrender Japanologe, hat seine Heimat auf Wunsch seiner Frau Vera vor 25 Jahren verlassen, um eine Professur in Berlin anzunehmen. Sein Leben lang hat er die Welt der Bildungseinrichtungen nicht verlassen und nie allein gelebt. Als er aus Altersgründen pensioniert wird, irrt er zunächst ziellos in seinem Wohnviertel umher. Bisher hat er das Haus nur für den Weg zur Universität verlassen und seine Umgebung kaum wahrgenommen. Im Schaufenster einer Reinigung erblickt er ein Votivbild der Göttin Kannon aus dem Tempel in Nagoya, in dessen Nähe er aufgewachsen ist. Das Bild weckt in ihm „Zuspruch (Oder eher: Hoffnung? Oder gar:Glück?)“. Die Japanerin im Geschäft weckt sein verschüttetes Sehnen, er empfindet einen „Zauber“. Er fährt nach Japan. Doch die Reise, bei der er den Tempel und andere Stätten seines Lebens in Japan und auch seine Schwester aufsucht, führt nur zu der Erkenntnis, sein Sehnen sei nun abstrakt, nicht mehr so heftig, aber er sei jetzt „einsamer als zuvor“. Bei einem Abendessen mit der Familie seiner zukünftigen Schwiegertochter in Berlin stellt sich heraus: Die Frau aus der Reinigung ist die Mutter der Auserwählten seines Sohnes. Sie trägt genau den Namen, den ihr Masahiko heimlich gegeben hat: Ima (japanisch: das Geschenk).

## Textanalyse

### Titel
Entgegen der Vermutung die der Titel des Bandes auslöst, geht es in den Erzählungen nicht um Aliens im klassischen Sinne, sondern um Menschen. Die Autorin teilte mit, dass die Idee für den Erzählband auf einer wahren Begebenheit basiere: Sie habe mit einer Freundin in der Küche gesessen und plötzlich habe diese gesagt: „Da ist so ein Licht. Ich kann dich nicht angucken. Du siehst aus wie ein Alien.“ Mora selbst habe dann auch etwas Sonderbares gespürt.
Geschildert werden keine unvorstellbaren Ereignisse, sondern Umstände, „die viel zu gewöhnlich erscheinen, als dass sie sich jemand vorstellen würde“. Es geht um „die Molekularstruktur von Beziehungen“, „das Leben in den Städten und allenfalls um Ausbruchsversuche“.
Fremdheit wird spürbar, aber sie entsteht nicht auf einem fernen Planeten, sondern in den Figuren selbst.

### Erzählsituation
Die Erzählerperspektive ist häufig schwer zu bestimmen und steht im Zusammenhang mit der Identitätskrise der Figuren. In Fisch schwimmt, Vogel fliegt etwa wird der Monolog ohne Ankündigung durch Dialoge unterbrochen und geht dann wieder in erlebte Rede über.
Mora erzählt aus unterschiedlichen Perspektiven, mal als allwissende, mal als Ich-Erzählerin.
Geschickt verbindet die Autorin die Perspektiven ihrer Figuren immer wieder mit jener der Erzählerin und damit auch der Leser, indem sie innerhalb einer Erzählung mehrfach unvermutet ohne Ankündigung von jener der ersten Person der Figur zur dritten Person der Erzählerin und umgekehrt oder auch einmal in die zweite Person Plural (die Erzählerin und die Leser) wechselt. Dadurch verlieren die Leser die Distanz, können sich einfühlen und die Handlungsmotive nachvollziehen.

### Figuren
Die Figuren wirken einsam, entwurzelt und verloren. Sie „finden sich ausschließlich unter den Zögerern und Zaghaften, oft genug auch unter den Abwärtsrutschenden und Verzagten der Gesellschaft.“ Ständig suchen sie Möglichkeiten, „um ihrem Hier und Jetzt physisch wie psychisch zu entkommen. So richtig zu Hause sind sie sowieso nirgendwo.“ „Es geht um Fremdheit, Verlorenheit, Leere. Und um den plötzlichen Ausbruch aus der gewohnten Eintönigkeit des Tages.“
Die Protagonisten sind nicht selten sehr allein mit ihren Gefühlen. „Sie analysieren sich nicht, auch wenn sie versuchen, ihrem Leben und ihren Wünschen auf die Spur zu kommen – zuweilen mit einer rührenden Unbeholfenheit, immer höchste Gefahr laufend, zu scheitern oder auf der Suche nach Nähe noch ein wenig weiter aus der Welt hinausgeschleudert zu werden.“
Inken Steen sieht die Figuren als Menschen, „die sich ein Stück der Realität verweigern, weil sie sich nicht anpassen wollen. Sie haben nie aufgehört, stille beglückende Momente zu empfinden, und sie halten es aus, dass die Welt zugleich absurd und völlig normal ist.“ Damit stehen ihnen „Strategien der Selbstbehauptung zur Verfügung“. Sie verfolgen eine kleine „Utopie vom besseren oder immerhin anderen Leben“.
Diese „Menschen an den Bruchstellen ihrer Existenz“ erleben Augenblicke des kurzen Glücks, sehnen sich nach Liebe und scheitern immer wieder angesichts der Ansprüche des Alltags. Die Erzählungen sind von Melancholie, aber auch von Hoffnung getragen; es wird keine endgültige Resignation gezeigt, die Figuren haben immer noch die Chance, die Krise erfolgreich zu durchleben. Terézia Mora bezeichnet ihre Erzählungen als optimistisch.

### Themen
Den Alltag zeichnet Mora ohne Pathos, bestimmt von Routinen und den kleinen Momenten des ganz nahen Glücks in der Stadt, bei den Nachbarn oder in der Natur. Die Protagonisten, die in prekären Verhältnissen leben, geraten in unvorhersehbare Situationen und werden dadurch aus ihrer Routine gerissen. Manchmal ergeben sich dadurch neue Sichtweisen, Überraschungsmomente, Hoffnungsschimmer, manchmal endet es ungut. Als Charakteristika der Geschichten bezeichnete Marietta Böning die „Bewegungen des Glücks“, aus denen die Figuren wieder herausgerissen werden und gegen die sie sich – vernünftig oder unvernünftig – stemmen. „Alle treibt der Wunsch nach Veränderung um, ein Vorschein von Glück.“
Verlust und Trennung ziehen sich durch alle Erzählungen. In mehreren Erzählungen bewältigen Männer und auch eine Frau ihre Trennungen oder Scheidungen nicht.
Es entsteht das Bild einer Gesellschaft der Individuen. Mit Nüchternheit und Nachdruck falte die Autorin, so die Jury des Bremer Literaturpreises, „gleichermaßen das Innenleben ihrer Figuren zu Panoramen der Seele aus“. Mora zeigt eine Gesellschaft, in der sich über den Einzelnen „eine Glocke der Gleichgültigkeit“ gegenüber den eigenen und fremden Bedürfnissen gelegt hat. Der einzig denkbaren Ausweg, nämlich das Verschüttete zu benennen, führt bei Mora nicht zum Glück. Es wagt ihn auch nur eine der Figuren, die junge Wissenschaftlerin, woraufhin ihr Freund sie verlässt.

### Motive
Mehrfach findet sich das Motiv des Laufens: In der ersten Geschichte rennt ein einsamer, älterer Mann dem jugendlichen Dieb hinterher, der seinen Geldbeutel und Schlüssel gestohlen hat. In einer anderen Erzählung läuft in immer länger werdenden Wanderungen durch London eine junge Wissenschaftlerin vor dem Schmerz davon, den eine gescheiterte Liebe ihr bereitet hat. Bewegtes Wasser (Fluss, See, Meer) als Metapher für die Bewegung, die in diese stockenden Biografien kommen könnte, wird wiederholt verwendet. Die Verknüpfungen der einzelnen Erzählungen durch derartige Motive empfindet die Rezensentin Wiebke Porombka allerdings als „fragil, eher noch: bewusst fadenscheinig“ und fragt, ob die Leser sie nicht konstruieren, um sich dem Fatalismus der Texte nicht ausliefern zu müssen.

### Sprache
Die Sprache bewegt sich nah an den Figuren und führt die Leser in deren Konflikte und Zerrissenheiten: Die Sätze sind kurz, es finden sich auch umgangssprachliche Wendungen in dieser „Sprache der Klarheit und des Alltags“.
Die Jury des Bremer Literaturpreises bescheinigte der Autorin, sie schreibe „sprachmächtig und mit Sinn für Rhythmus und Melodie“.
„Nüchtern, ohne Umschweife, treffsicher erzählt sie vom versehrten Leben. Ihre präzisen Beschreibungen des urbanen Milieus samt seinem prekären Souterrain entwickeln einen unabweislichen Sog. Dabei besteht das Raffinierte an ihrem lakonischen Erzählstil darin, dass Mora gewissermaßen in ihre Figuren hineinhorcht, deren Bewusstseinsstrom aber jeweils jäh unterbricht, um in eine Außensicht von deren Handlungen zu wechseln. Das verstärkt den Eindruck ihrer Unstetigkeit.“

## Rezeption
Inken Steen lobte die Vielseitigkeit der Autorin in der Zeichnung der Figuren und der Ausgestaltung der Erzählperspektive. Im Tagesspiegel hob Ulrich Rüdenauer die Feinheit von Sprache und Darstellung hervor: „In den Geschichten Terézia Moras werden die Zwischentöne der Welt hörbar.“ Anerkennung fand auch, wie „treffsicher“ Terézia Mora vom „versehrten Leben“ erzählt. Thomas Kliemann beschrieb die Erzählungen im Bonner General-Anzeiger als „hintergründig, witzig, ironisch und trotzdem voller Empathie“.

## Auszeichnungen
- 2017 (Januar): ORF-Bestenliste
- 2017 Bremer Literaturpreis[11]
- 2016 Nominierung für den Bayerischen Buchpreis in der Kategorie Belletristik
- 2016 SWR-Bestenliste Dezember[15][16]

## Stellung in der Literaturgeschichte
Oliver von Hove stellt fest, Terézia Mora entwickle in diesem Erzählband Figuren und Lebensbilder, „die an Ödön von Horváth erinnern“.
Übereinstimmend bemerken mehrere Rezensenten, der Erzählband füge sich stimmig ins bisherige Werk von Terézia Mora ein. Dies bezieht sich zum einen auf die Erzählerposition, die auch in ihrem Roman Der einzige Mann auf dem Kontinent (2009) schwer zu bestimmen sei. Zum anderen wird eine durchgängige Linie bei der Thematik und der Zeichnung der Figuren gesehen: Ulrich Rüdenauer spannt den Bogen von den Protagonisten der Erzählungen zur Hauptfigur Darius Kopp aus Der einzige Mann auf dem Kontinent und Das Ungeheuer, von dem es heißt: „Für etwa eine Minute war Kopp außerstande, mehr von der Welt zu begreifen, als was er von ihr unmittelbar erfuhr.“ Der Rezensent sieht auch die Figuren in Die Liebe unter Aliens in einem „Unmittelbarkeitstaumel“. Die Themen Verlorenheit und Entwurzelung bestimmen das Werk der Autorin schon seit ihrem Debüttext Seltsame Materie (1999). Terézia Mora halte „mit bewundernswerter Konsequenz“ in ihrem gesamten bisherigen Werk an ihrem Anliegen fest, „als Erzählerin der Vereinzelung des Menschen in einer zunehmend undurchdringlicher werdenden Gesellschaft wie auch ihrer Gegenwehr auf die Spur zu kommen.“

### Ausgaben
- Terézia Mora: Die Liebe unter Aliens. Erzählungen. Luchterhand Literaturverlag, München 2016, ISBN 978-3-630-87319-0.
- Terézia Mora: Die Liebe unter Aliens, Audio-CD – Audiobook,  Random House Audio, München 2016, ISBN 978-3-8371-3663-0.

### Rezensionen (Auswahl)
- Björn Hayer: Terézia Moras Erzählband Die Liebe unter Aliens: Zusammen einsam. In: Spiegel Online. 27. September 2016, abgerufen am 26. November 2016.
- Wiebke Porombka: „Die Liebe unter Aliens“: Nur ja keine Nähe! In: zeit.de. 3. November 2016, abgerufen am 26. November 2016.
- Paul Jandl: Terézia Moras neuer Erzählband „Die Liebe unter Aliens“ – WELT. In: welt.de. 28. September 2016, abgerufen am 26. November 2016.
- Marietta Böning: Terézia Mora: Das Leitmotiv Glück. In: derstandard.at. 25. Oktober 2016, abgerufen am 26. Februar 2024.

## Zitierte Ausgabe
- Terézia Mora: Die Liebe unter Aliens. Erzählungen. München, Luchterhand Literaturverlag, 2016, ISBN 978-3-630-87319-0.

1. ↑  S. 25.
2. ↑  S. 28.
3. ↑  S. 46.
4. ↑  S. 36.
5. ↑  S. 59.
6. ↑  S. 86.
7. ↑  S. 122.
8. ↑  S. 115.
9. ↑  S. 127.
10. ↑  S. 158.
11. ↑  S. 174.
12. ↑  S. 172.
13. ↑  S. 195.
14. ↑  S. 207.
15. ↑  S. 210.
16. ↑  S. 212.
17. ↑  S. 246.
18. ↑  S. 241.
19. ↑  S. 242.
20. ↑  S. 251.
21. ↑  S. 261.
22. ↑  S. 256 und 265.